# KPÖ
Kommunistisches Partei Österreich (KPÖ) er et østrigsk politisk parti. Det blev grundlagt som Kommunistische Partei Deutsch-Österreichs (KPDÖ) i 1918 og er dermed et af de ældste stadigt aktive kommunistiske partier i verden. KPÖ var fra 1945 til 1959 repræsenteret i Nationalrådet og indtil 1970 i flere delstatsråd, blandt andet i Karl Renner samlingsregering efter 2. verdenskrig. I 2005 kom KPÖ atter ind i en delstatsregering nemlig i Steiermark. Landsordførerne har siden 2006 været Melina Klaus og Mirko Messner. Under Anschluss fra 1938 til 1945 var KPÖ forbudt og spillede en stor rolle i modstandskampen mod nazisme.
Ved parlamentsvalget i 2013 vandt partiet kun 1,03% af stemmerne (48.175 ud af i alt 4.782.563 stemmer), et stykke under de 4% der som minimum kræves for at få en plads i Nationalrådet.
Partiet er en del af de europæiske samarbejdsorganisationer Nyt Europæisk Venstre Forum og Europæisk Venstreparti.